# Elezioni statali a Vienna del 2020
Le elezioni statali a Vienna del 2020 si sono tenute l'11 ottobre per il rinnovo del Landtag.

## Risultati
| Liste                                    | Voti    | %     | Seggi |
| ---------------------------------------- | ------- | ----- | ----- |
| Partito Socialdemocratico d'Austria      | 301 967 | 41,62 | 46    |
| Partito Popolare Austriaco               | 148 238 | 20,43 | 22    |
| I Verdi                                  | 107 397 | 14,80 | 16    |
| NEOS                                     | 54 173  | 7,47  | 8     |
| Partito della Libertà Austriaco          | 51 603  | 7,11  | 8     |
| Team HC Strache - Alleanza per l'Austria | 23 688  | 3,27  | –     |
| Sinistra                                 | 14 919  | 2,06  | –     |
| Partito della Birra                      | 13 095  | 1,80  | –     |
| Austria Sociale del Futuro               | 8 742   | 1,20  | –     |
| Noi per Floridsdorf                      | 1 201   | 0,17  | –     |
| Pro23 - Lista Ernst Paleta               | 376     | 0,05  | –     |
| Volt Austria                             | 102     | 0,01  | –     |
| Totale                                   | 725 501 | 100   | 100   |

| Riepilogo dei voti                  | Riepilogo dei voti                  | Riepilogo dei voti                  | Riepilogo dei voti | Riepilogo dei voti | Riepilogo dei voti | Riepilogo dei voti |
| ----------------------------------- | ----------------------------------- | ----------------------------------- | ------------------ | ------------------ | ------------------ | ------------------ |
| Partito Socialdemocratico d'Austria | Partito Socialdemocratico d'Austria | Partito Socialdemocratico d'Austria |                    |                    | 41,62%             | ▲ 2,03             |
| Partito Popolare Austriaco          | Partito Popolare Austriaco          | Partito Popolare Austriaco          |                    |                    | 20,43%             | ▲ 11,19            |
| I Verdi                             | I Verdi                             | I Verdi                             |                    |                    | 14,80%             | ▲ 2,96             |
| NEOS                                | NEOS                                | NEOS                                |                    |                    | 7,47%              | ▲ 1,31             |
| Partito della Libertà Austriaco     | Partito della Libertà Austriaco     | Partito della Libertà Austriaco     |                    |                    | 7,11%              | ▼ 23,68            |
| Altri <4%                           | Altri <4%                           | Altri <4%                           |                    |                    | 8,56%              |                    |
| Riepilogo dei seggi                 |                                     |                                     |                    |                    |                    |                    |
|                                     |                                     |                                     |                    |                    |                    |                    |
| SPÖ                                 | 46                                  | ▲ 2                                 |                    | Verdi              | 16                 | ▲ 6                |
| NEOS                                | 8                                   | ▲ 3                                 |                    | ÖVP                | 22                 | ▲ 15               |
| FPÖ                                 | 8                                   | ▼ 26                                |                    |                    |                    |                    |